# کانامی تاشیرو
کانامی تاشیرو (انگلیسی: Kanami Tashiro؛ زادهٔ ۲۵ مارس ۱۹۹۱) بازیکن والیبال زن اهل ژاپن است.